# Tripanurga sperryorum
Tripanurga sperryorum är en tvåvingeart som beskrevs av Carroll William Dodge 1967. Tripanurga sperryorum ingår i släktet Tripanurga och familjen köttflugor.
Artens utbredningsområde är Kalifornien. Inga underarter finns listade i Catalogue of Life.